# Quadrimaera santiniae
Quadrimaera santiniae is een vlokreeftensoort uit de familie van de Maeridae. De wetenschappelijke naam van de soort is voor het eerst geldig gepubliceerd in 2006 door Krapp-Schickel & Ruffo.